# Паметник гробница на Христо Узунов
Паметникът гробница на Христо Узунов (на македонска литературна норма: Спомен гробница на Христо Узунов) е надгробен паметник в село Цер, Северна Македония. Гробницата е на самоубилите се на 24 април 1905 година 13 четници на Вътрешната македоно-одринска революционна организация, начело с Христо Узунов. Паметникът гробница е изграден от сдружението Богоявление - Охрид с помощта на общините Охрид, Другово и църквата от село Цер, по проект на Института и музей в Охрид. Автор на бюста на Христо Узунов е Вецко В. Койчевски. Гробницата е обявена за паметник на културата.
| Погребани четници на ВМОРО | Погребани четници на ВМОРО | Погребани четници на ВМОРО |
| Име                        | Родно място                | Години                     |
| -------------------------- | -------------------------- | -------------------------- |
| 1. Христо Узунов           | Охрид                      | 27                         |
| 2. Петър Георгиев          | Битоля                     | 24                         |
| 3. Йордан Иванов           | Годиве                     | 26                         |
| 4. Бойче Павлев            | Миокази                    | 35                         |
| 5. Славейко Савинов        | Охрид                      | 23                         |
| 6. Иван Марков             | Враца                      | 23                         |
| 7. Кръстьо Георгиев        | Вранещица                  | 35                         |
| 8. Милан Симеонов          | Тетово                     | 22                         |
| 9. Урош Костадинов         | Пласница                   | 20                         |
| 10. Йованчо Стефанов       | Ораовец                    | 22                         |
| 11. Георги Влаха           | Струга                     |                            |
| 12. Ванчо Сърбаков         | Вранещица                  |                            |
| 11. Йонче Спасенов         | Дворци                     |                            |

## Галерия
- Паметни плочи
- Общ вид на гробницата
- Бюст на Христо Узунов
- Плочата под бюста на Узунов